# Boris Dallo
Boris Dallo (Nantes, 12 marzo 1994) è un cestista francese.

## Palmarès
- Campionato serbo: 1

Partizan Belgrado: 2013-14